# Pacte d'Ajuria Enea
L'Acord per a la Normalització i Pacificació d'Euskadi, més conegut com a Pacte d'Ajuria Enea per haver estat signat al Palau d'Ajuria Enea, seu de la Presidència del Govern Basc, a Vitòria, va ser subscrit el 12 de gener de 1988 per Julen Guimón (AP), Alfredo Marco Tabar (CDS), Kepa Aulestia (EE), Xabier Arzalluz (EAJ-PNV), Txiki Benegas (PSE-PSOE), Inaxio Olaveri (EA) i el Lehendakari José Antonio Ardanza del Govern Basc amb la intenció d'evitar la intervenció i iniciativa de l'esquerra abertzale i treballar per l'erradicació del terrorisme. Els firmants compartien la necessitat i importància de l'acció policial que contribuïra a l'erradicació de la violència, a la protecció dels principis que conformen la convivència democràtica i a la prevenció d'atemptats i la persecució dels seus autors.
La col·laboració internacional es convertia en quelcom imprescindible per a l'erradicació de la violència i es comprometien a vetlar perquè la defensa de l'Estat de Dret es produïra sempre dins de la legalitat.
Igualment, es manifestava el suport als processos de diàleg entre els poders competents de l'Estat i els que decidisquen abandonar la violència, respectant en tot moment el principi democràtic irrenunciable que les qüestions polítiques han de resoldre's únicament a través dels representants legítims de la voluntat popular.